# Schule an der Kornstraße
Die Schule an der Kornstraße in Bremen im Stadtteil Neustadt, Kornstraße 167–169 / Ecke Claudiusstraße 2–6, war bis 2005 in einem denkmalgeschützten Gebäude von 1916 untergebracht.
2010 wurde die Schule an der Kornstraße unter Denkmalschutz gestellt.

## Geschichte
Von 1889 bis 1905 nahm die Anzahl der Bewohner der Neustadt von rund 28.000 auf rund 41.000 stark zu, insbesondere im Bereich des Ortsteils Buntentor. Ein Schulausbau war dringlich erforderlich. Die Schule an der Kornstraße wurde deshalb von 1914 bis 1916 als 32-klassige Doppelschule mit Sonderklassen und Turnhallen erbaut. Die Architekten waren Baudirektor Wilhelm Knop und Baurat Max Fritsche von der Hochbauinspektion II (später Hochbauamt Bremen). Die Schule bildete mit den neuen Straßen Claudius- und Hagedornstraße zwischen Korn- und Gastfeldstraße den Mittelpunkt eines neuen Wohnquartiers im Buntentor.
Bis etwa 1910 galt in Bremen der Grundsatz, dass möglichst nicht mehr als 16 Klassen in einer Volksschule vereinigt werden sollten. Diese Schule ist eine von vier in Bremen konzeptionell neuartigen Doppel-Volksschulen in der Zeit vor dem Ersten Weltkrieg. Neuartig war, dass hier eine große Volksschule entstand, durch die Zusammenfassung je einer zweizügigen Jungen- und Mädchenschule. Neu war auch die aufwändige Ausstattung mit Sonderräumen wie Zeichensaal, Physiksaal, je zwei Turnhallen, Räumen für den Haushaltsunterricht, Duschbad sowie Hausmeister- und Heizerwohnung. Alle neuen Grossschulen waren sogenannte Freischulen mit einem unentgeltlichen Unterricht.
Das dreigeschossige Gebäude ist zur Claudiusstrasse orientiert. Der Grundriss in einer L-Form fasste den Schulhof von zwei Seiten ein. Eine neue Sachlichkeit prägt die Fassade mit seinem einfachen Werkstein-Gesims und dem Walmdach und dem risalitartigen Baukörper. Hochwertige Materialien wie Backsteine kamen zum Einsatz. Die vierbogige Eingangsloggia an der Ecke der Claudiusstraße gibt der Schule eine besondere Note. Die beiden Turnhallen sind gestalterisch akzentuierend übereinander angeordnet, zwischen den beiden Klassenraumflügeln für Jungen und Mädchen. Zwei weitere Risalite an Korn- und an Claudiusstrasse rhythmisieren den Bau abwechslungsreich. Ein Gebäudeflügel liegt direkt an der Claudiusstraße. An der Kornstraße ist der Flügel zurückgesetzt. Der kleine Vorgarten sollte laut Projektentwurf als „Botanischer Garten“ der Schule dienen.
Ab 1914 konnten 17 Klassen mit rund 800 Schülern den Neubau nutzen. Der Flügel an der Claudiusstraße wurde zunächst noch vom Technikum Bremen belegt und 1918/19 durch Soldaten. In dem Flügel an der Kornstraße war dann der gehobene Zug mit der Realschule in der Neustadt untergebracht. Im Januar 1921 stand das gesamte Gebäude als Schule zur Verfügung. 1922 umfasste die Knabenabteilung 17 Klassen mit 605 Schülern und die Mädchenschule 13 Klassen mit 410 Schülerinnen. Nach dem Zweiten Weltkrieg gab es die Schule an der Claudiusstraße als Grundschule und die Schule an der Kornstraße als Haupt- und Realschule. Beide Schulen wurden dann zum Schulzentrum der Sekundarstufe I, mit Haupt-, Realschule, Orientierungsstufe und Gymnasium. 2003 wurde die Schule mit der Schule an der Gottfried-Menken-Straße zu einem Schulzentrum der Sekundarstufe I verbunden mit dem Namen Wilhelm-Kaisen-Schule (heute Wilhelm-Kaisen-Oberschule).

### Heutige Nutzung
Nachdem die Schulnutzung 2005 aufgeben wurde, verkaufte Immobilien Bremen das Gebäude und den Schulhof 2010 an zwei Investoren und Projektentwickler. Nach erfolgreichem Umbau sind heute (2015) rund 80 Eigentumswohnungen und drei Gewerbeeinheiten, davon eine Arztpraxis, enthalten. Die erhaltenen Turnhallen wurden von einem Sportverein – dem ATS Buntentor – erworben.